# Zábřežský bludný balvan
Zábřežský bludný balvan patří mezi menší bludné balvany v České republice. Nachází se v Mičanově sadu (poblíž kostela Navštívení Panny Marie a bývalé zábřežské radnice) v Ostravě-Zábřehu v Moravskoslezském kraji. Nalezen byl v roce 1928 v korytě potoka Zábřežka při ústí do řeky Odry. Na balvanu je umístěna pamětní deska připomínající 10. výročí vzniku Československa.

## Popis a historie

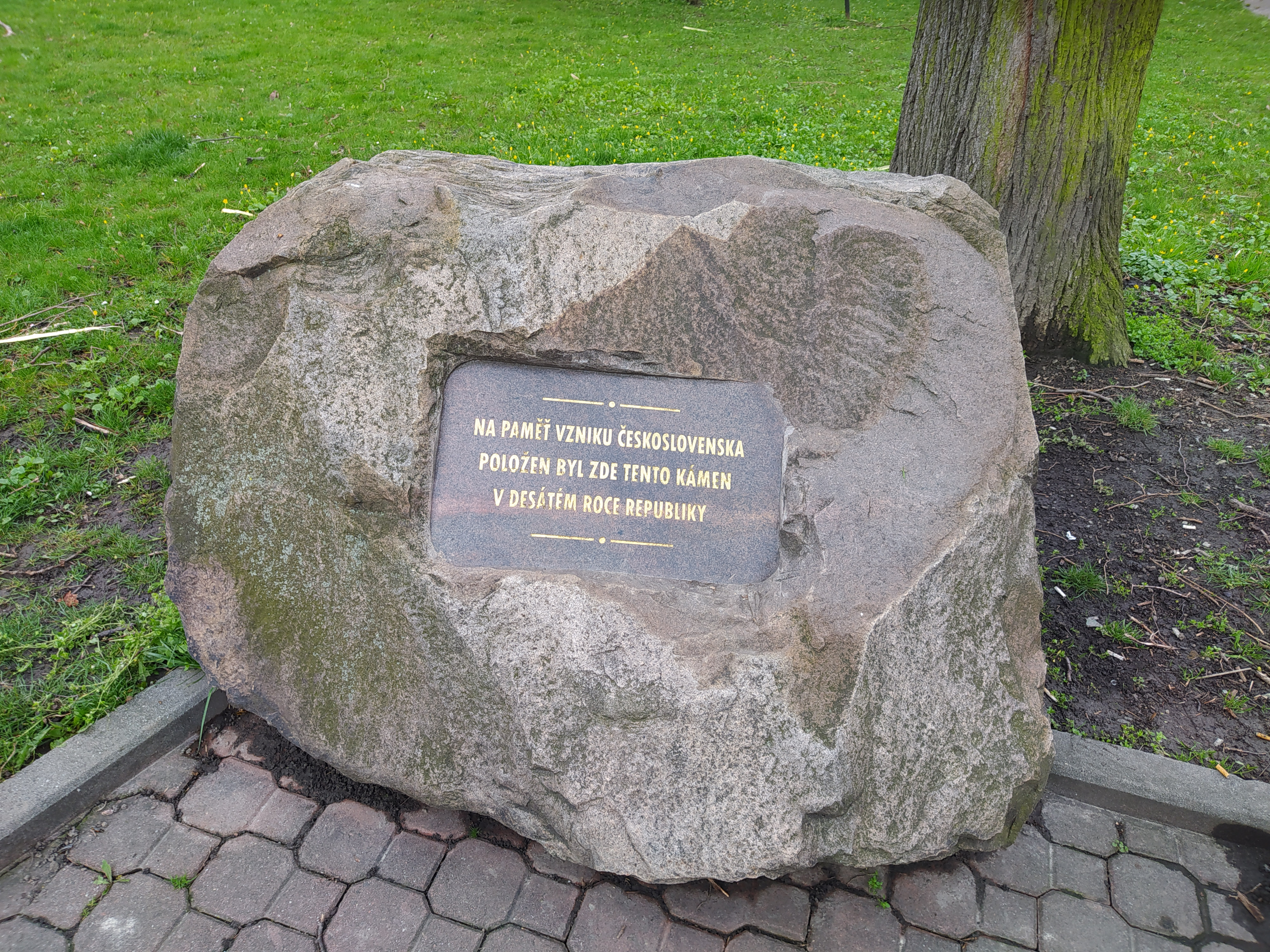
Zábřežský bludný balvan s deskou k 10. výročí vzniku Československa

Jde o jeden z bludných balvanů dopravených do oblasti Ostravska dávným ledovcem z fennoskandinávie v době ledové. Materiálem bludného balvanu je žula.

## Další informace
Poblíž se nachází zábřežský zámek a funkcionalistická budova Husova sboru.